# Arnošt Pacola
Arnošt Pacola (* 28. května 1960 Třebíč) je český malíř, grafik, překladatel a novinář.

## Biografie
Arnošt Pacola se narodil v roce 1960 v Třebíči, mezi lety 1975 a 1979 vystudoval Střední uměleckoprůmyslovou školu v Brně a následně mezi lety 1979 a 1984 Pedagogickou fakultu Masarykovy univerzity. Následně se stal členem výtvarné skupiny TT Klubu výtvarných umělců Brno a Sdružení AA. Věnuje se primárně malbě, tematikou jeho maleb jsou primárně letadla a letecké stroje. Věnuje se také novinářské činnosti nebo kurátorské činnosti. S Radkem Horáčkem a Karlem Rivolou tvoří trio PA-HO-RI. Je hostem Skupiny 4.

## Výstavy

### Samostatné
- 1993, Galerie mladých, Brno (Arnošt Pacola: Plánky)
- 2011, Galerie Chodba, Katolické gymnázium v Třebíči, Třebíč, (Barevný svět letadel Arnošta Pacoly)[2]

### Kolektivní
- 1987, Galerie Stará radnice, Brno (Trienále 14/35)
- 1990, Galerie Stará radnice, Brno (Trienále 14/35)
- 1991, Galerie Malovaný dům, Třebíč (Konfrontace)
- 1993, Galerie Malovaný dům, Třebíč (Zvětšování)
- 1993, Dům U Kamenného zvonu, Praha (Krajina v současném výtvarném umění)
- 1993, Muzeum Boskovicka, Boskovice (15 a jedna z TT klubu)
- 1994, Bazilika svatého Prokopa, Třebíč (Challenger nebo anděl)
- 1994, Synagoga na Palmovce, Praha (Zastavený čas II – Třebíč)
- 1997, Galerie Caesar, Olomouc (Tryskáči)
- 1998, Galerie Malovaný dům, Třebíč (Václavské malování)
- 1999, Galerie Václava Špály, Praha (Umění pro nemocnici)
- 1999, Zlín (II. nový zlínský salon)
- 2000, Galerie Pod kamennou žábou, České Budějovice (Skupina 4)
- 2000, Galerie Malovaný dům, Třebíč (Výstava pro Ladislava Nováka)
- 2000, Galerie Caesar, Olomouc (100. výstava Galerie Caesar)
- 2002, Zlín (III. nový zlínský salon)
- 2007, Galerie Malovaný dům, Třebíč (Skupina 4)
- 2009, Galerie města Plzně, Plzeň (Vysočinou)